# Nederland op het Eurovisiesongfestival 1965
Nederland deed mee aan het Eurovisiesongfestival 1965, dat werd gehouden in Napels, Italië.

## Nationaal Songfestival 1965

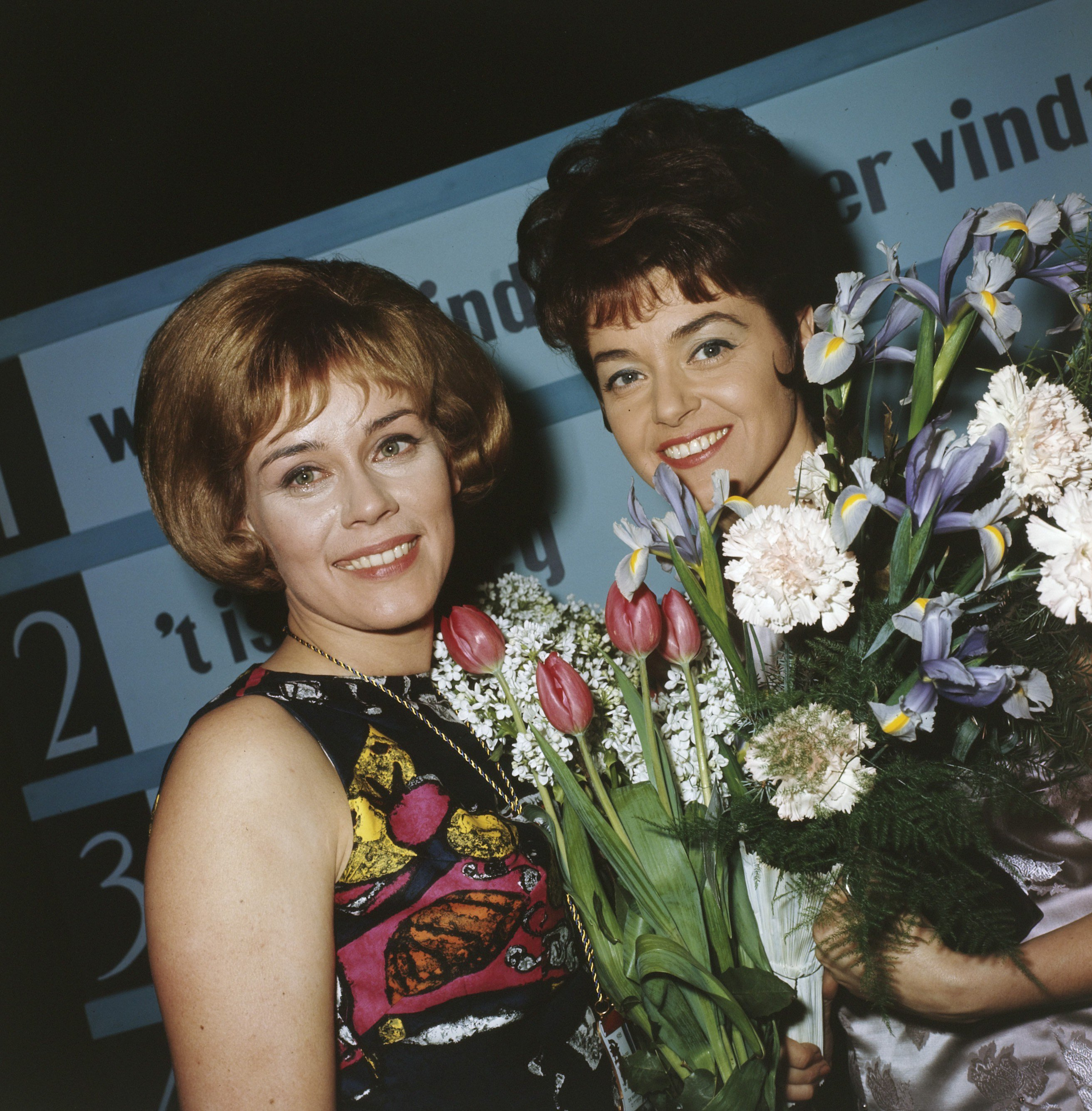
Conny van den Bos (links), met oud-winnares Teddy Scholten, na haar overwinning van het Nationaal Songfestival van 1965

De Nederlandse inzending werd gekozen via het Nationaal Songfestival, dat werd uitgezonden door de NTS. Het deelnemersveld bestond uit Conny van den Bos, Trea Dobbs, Ronnie Tober, Shirley en Gert Timmerman. De jury's kozen voor 't is genoeg gecomponeerd en geschreven door Johnny Holshuyzen en Joke van Soest. Het lied won met 13 punten.

## In Napels
Op 20 maart vond in het Sala di Concerto della RAI de finale plaats van het Eurovisiesongfestival, met in totaal 18 deelnemende landen. Van den Bos trad als eerste op, begeleid door Wim van der Beek op bongo's en het orkest onder leiding van Dolf van der Linden. Teddy Scholten verzorgde voor de uitzending het Nederlands commentaar.
Alleen van Noorwegen ontving Nederland punten, het maximum aantal van vijf.  't Is genoeg eindigde hiermee op een elfde plaats. 
De winnares werd France Gall voor Luxemburg met het lied Poupée de cire, poupée de son geschreven door Serge Gainsbourg haalde ze 32 punten. Dit was de tweede overwinning voor Luxemburg

## Foto's

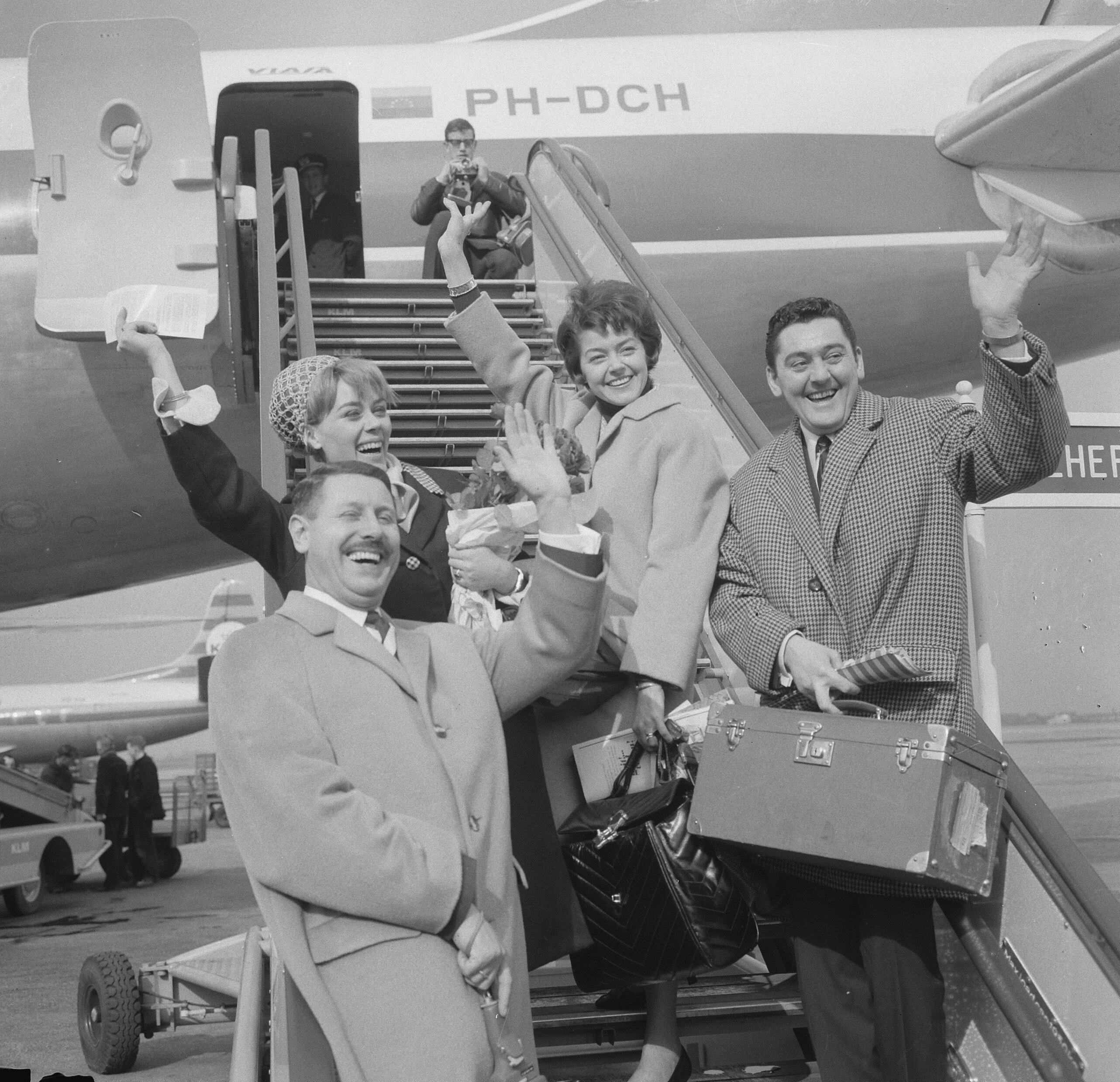
Van den Bos vertrekt samen met Johnny Holshuyzen, Teddy Scholten en Wim van der Beek naar Napels.
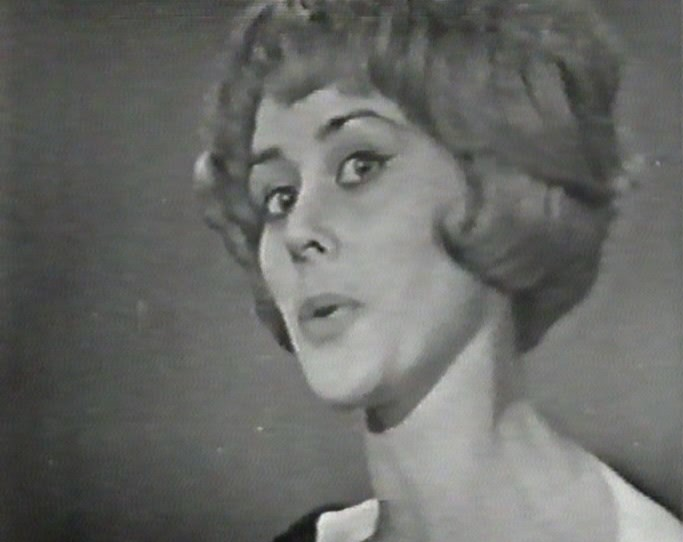
Van den Bos op het Eurovisiesongfestival.